# Редундантни лифтови
Редундантни лифтови (РЛ) су додатни лифтови који се постављају како би се гарантовала већа приступачност зградама и системима јавног превоза у случају да постојећи лифт не ради или је у току његова замена или поправка. Овим лифтовима остварује са право на приступачност особа са физичким инвалидитетом.

## Препоруке
Фонд за образовање и одбрану Сједињених Америчких Држава водећи рачуна о  правима особа са инвалидитетом описује РЛ као „добру праксу“ и препоручује свим транзитним агенцијама да „размотре инсталирање РЛ на свим постојећим кључним станицама са лифтовима у брзим, лаким и приградским железницама, на аеодромима, као и на свим другим станицама јавног превоза.
Израда ових препорука проистекла је из следећих чињеница:
Особе са инвалидитетом се стално сусрећу са различитим облицима дискриминације, чиме се ускраћује њихоово законско право на приступачност због:
- директног намерног искључења лифтова,
- дискриминаторских ефекта архитектонских, транспортних и комуникационих баријера, у тренутку отказа лифтова,
- правила и политике претеране заштите, када се лифтови искључују из употребе.
- недостатка жеље да се модификују постојећи објекти за време отказа лифтова,
- сегрегације и спуштање на мањи ниво услуга, у току квара или замене лифтова